# Masada
Masada (hebrejski: מצדה, Mecada; od מצודה, Mecuda što znači "utvrda") je arheološki lokalitet antičke palače i utvrda na vrhu stijene u južnom Izraelu, na rubu Judejske pustinje iznad Mrtvog mora; oko 20 km istočno od Arada. Najpoznatija je po događaju tijekom Prvog judejsko-rimskog rata kada su zbog opsade Rimljana pobunjenici Sikari u Masadi počinili masovno samoubojstvo 73. godine.
Masada je upisana na UNESCO-ov popis mjesta svjetske baštine u Aziji i Oceaniji kao "simbol drevnog Judejskog kraljevstva i njegovog nasilnog kraja". Izgrađena je na prirodnoj utvrdi-stijeni veličanstvene ljepote s liticama visine oko 400 na istoku, i 90 metara na zapadu, s potpuno ravnim vrhom u obliku romboida izmjera 550 x 275 m. Zidine duge 1,3 km i debele oko 3,7 m su okruživale njezine litice. Izgrađena je kao raskošni kraljevski kompleks s palačom u klasičnom rimskom stilu na tri terase (tzv. "viseći vrtovi") za kralja Heroda I. Velikog (vladao od 37. pr. Kr. - 4.), ali i razrađenim sustavom navodnjavanja kišnicom s kanalima i cisternama, te utvrdbenim skladištima, barakama i oružarnicom. Rimski kamp, utvrde i opsadna rampa koje okružuju Masadu su najcjelovitija sačuvana rimska opsadna djela.
Masada je zajedno sa svojom okolicom postala nacionalni park još 1966. godine, a od 1998. godine zabranjena su arheološka iskapanja ("u vremenu sadašnje generacije", kako se navodi u objašnjenju) kako se ne bi oštetio lokalitet. Novi centar za posjetitelje, sa žičarom koja vodi do vrha, je otvoren u njezinom podnožju 2000. godine. On svake godine primi oko 1,25 milijuna posjetitelja.

## Vanjske poveznice
- Fotografije iskopina kod Yadina  Arhivirana inačica izvorne stranice od 17. siječnja 2008. (Wayback Machine)
- MASADA - činjenice i legende  Arhivirana inačica izvorne stranice od 14. lipnja 2007. (Wayback Machine) - dokumentarac Hebrejskog sveučilišta (video) (engl.)
- Nachman Ben-Yehooda o stvaranju Mita o Masadi

Ostali projekti
|  | Zajednički poslužitelj ima još gradiva o temi Masada |